# St. Peter und Paul (Hochheim am Main)

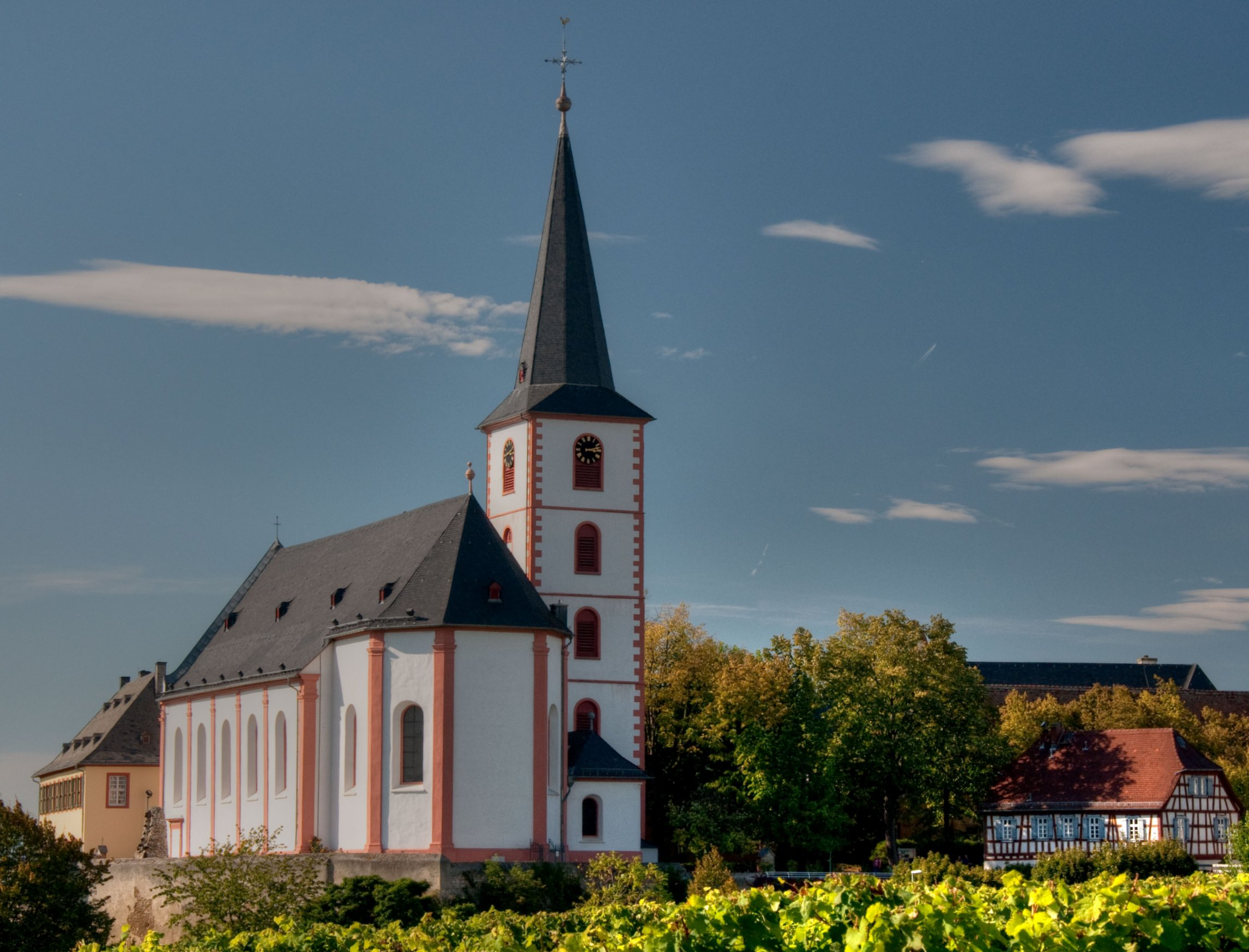
St.-Peter-und-Paul-Kirche

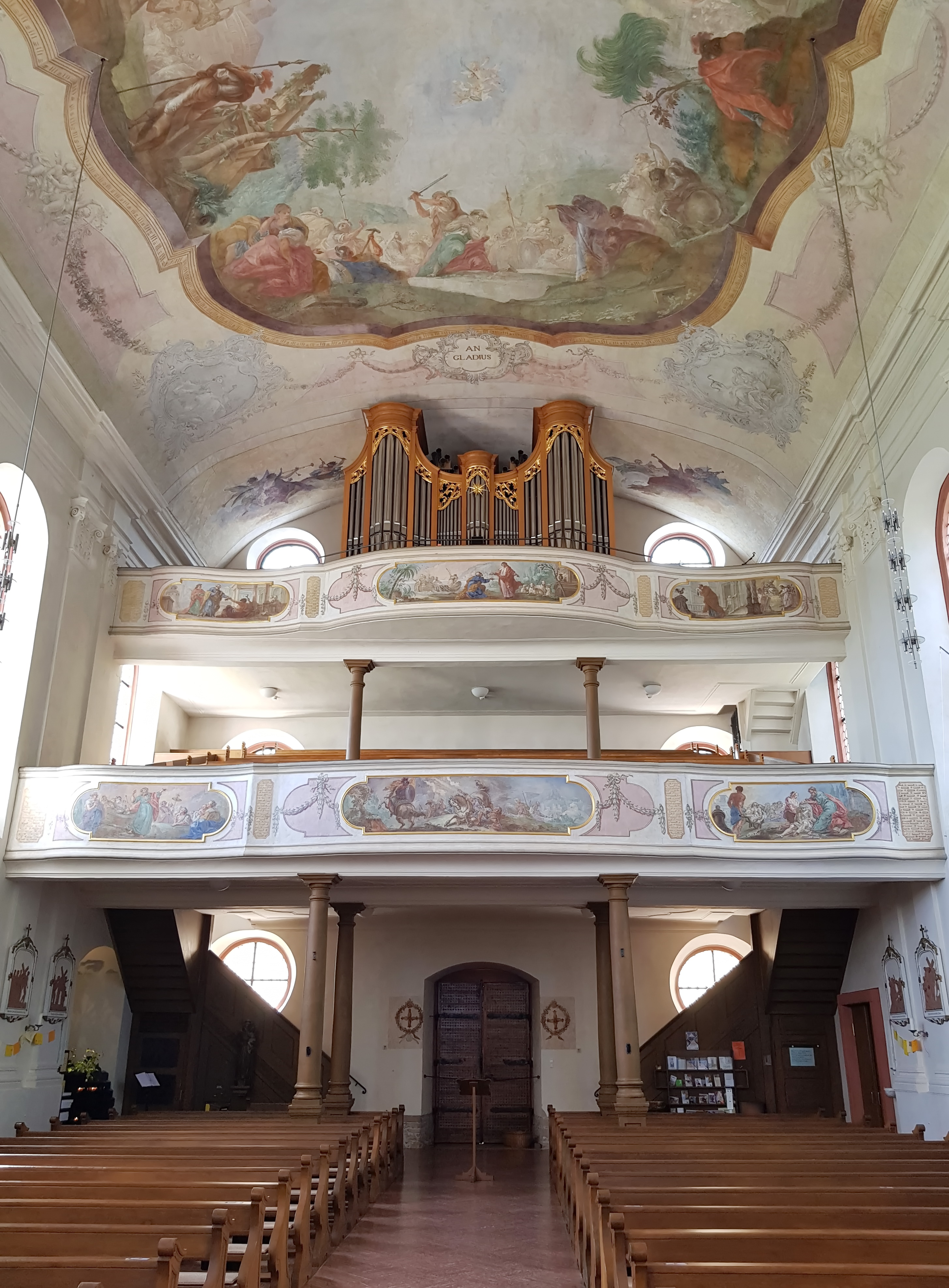
Innenraum mit zweistöckiger Westempore, Emporenmalerei und der Oberlinger-Orgel mit 37 Registern

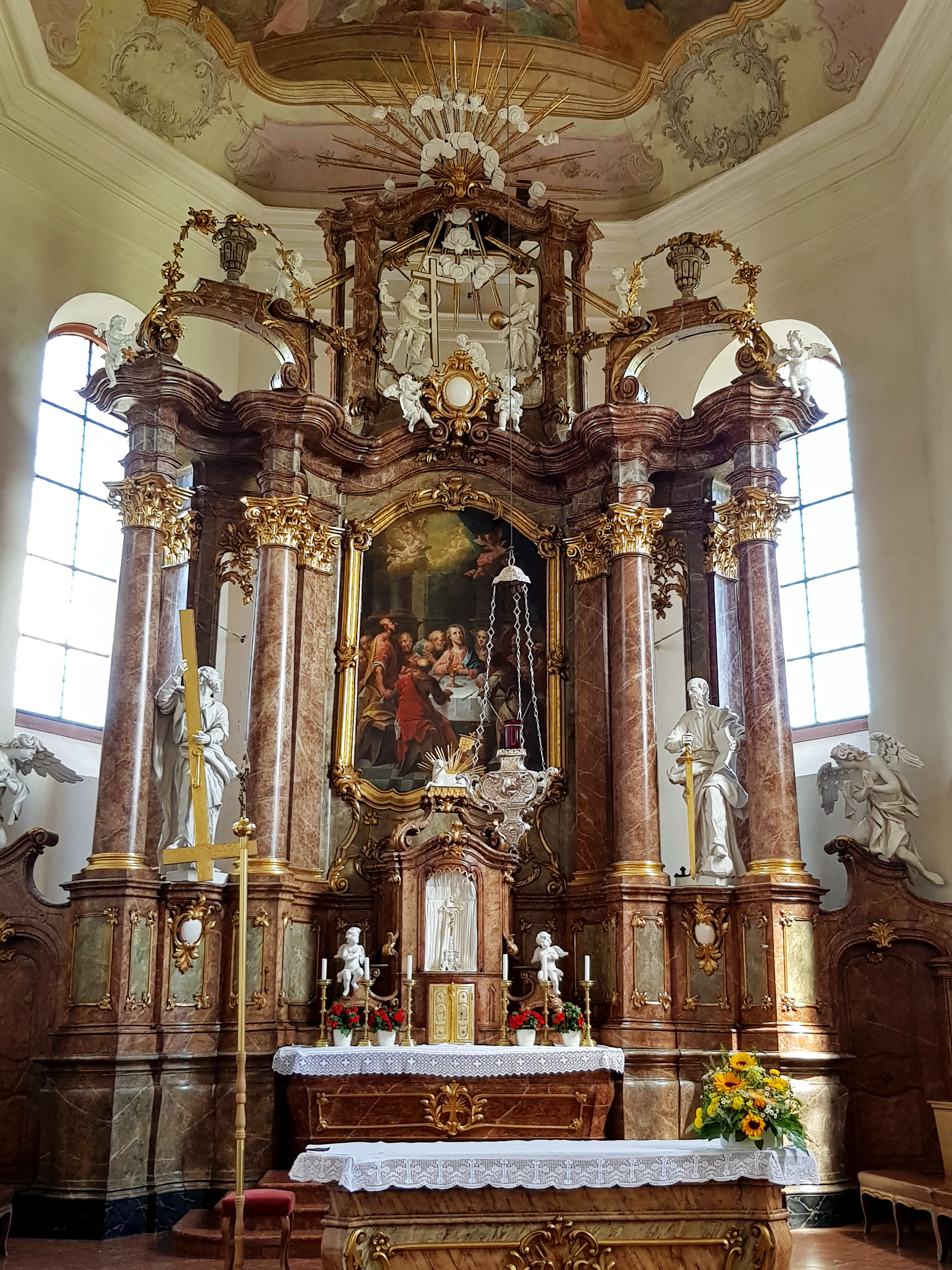
Chor mit Altar

Die katholische Pfarrkirche St. Peter und Paul ist ein weithin sichtbares Wahrzeichen der Stadt Hochheim am Main, sie gilt als die einzige hessische spätbarocke Fresko-Kirche.

## Baugeschichte
Sie wurde in den Jahren 1730 bis 1732 auf den Fundamenten der Vorgängerkirche von dem Mainzer Ingenieur-Hauptmann Johann Farolsky erbaut.
1775 schuf der aus Söflingen (heute Stadtteil von Ulm) stammende Johann Baptist Enderle, der von 1725 bis 1798 lebte, die spätbarocken Fresken im Kirchenschiff und Hochchor sowie an den beiden Emporenbrüstungen.

## Restaurierung
Risse im Gewölbe, Verschmutzungen durch Staub und Kerzenruß und vielfach unfachmännisch durchgeführte Ausbesserungen und Übermalungen schädigten die Fresken schwer. Diese Restaurierungsversuche erfolgten in den Jahren 1852, 1896, 1930 bis 1932 und 1970 bis 1972.
Statische Sicherungsmaßnahmen wurden zusätzlich notwendig. Als sich im Jahr 1989 Risse in den Wänden zeigten, war offenkundig, dass die Kirche einsturzgefährdet war. Die Sicherung des Bauwerks unter Einbeziehung einer völligen Außenrenovierung mit der heutigen weiß-roten Farbgebung erfolgte in den Jahren 1993 bis 1995.
Fachleute erklärten indes die kostbaren Fresken für unrettbar verloren. Grund für dieses Urteil war, dass in den 1950er Jahren das Dachgebälk mit Holzschutzmitteln imprägniert worden war, wobei die verwendeten Chemikalien durch die Decke in das Fresko eingedrungen waren, die Darstellungen verdunkelt und die Substanz zerstört hatten.
Entgegen der Prognose gelang es dennoch, die Fresken zu retten. Die Restaurierungsarbeiten dauerten von 1999 bis 2005.
Die Fresken sind jetzt in ihrer ursprünglichen Farbigkeit und Lebendigkeit wieder zu sehen. Die Restaurierungsarbeiten sind in einem Arbeitsheft für die Denkmalpflege in Hessen dokumentiert.
Am Mittag des 30. Januar 2016 wurde vermutlich wegen Brandstiftung ein Beichtstuhl völlig zerstört und das Gebäude stark verraucht. Die entstandenen Schäden wurden in einem Zeitraum von mehr als einem Jahr behoben, sodass am Palmsonntag 2017 die Kirche im neuen/alten Glanz wieder eröffnet werden konnte.

## Kunstwerk im Rosengarten

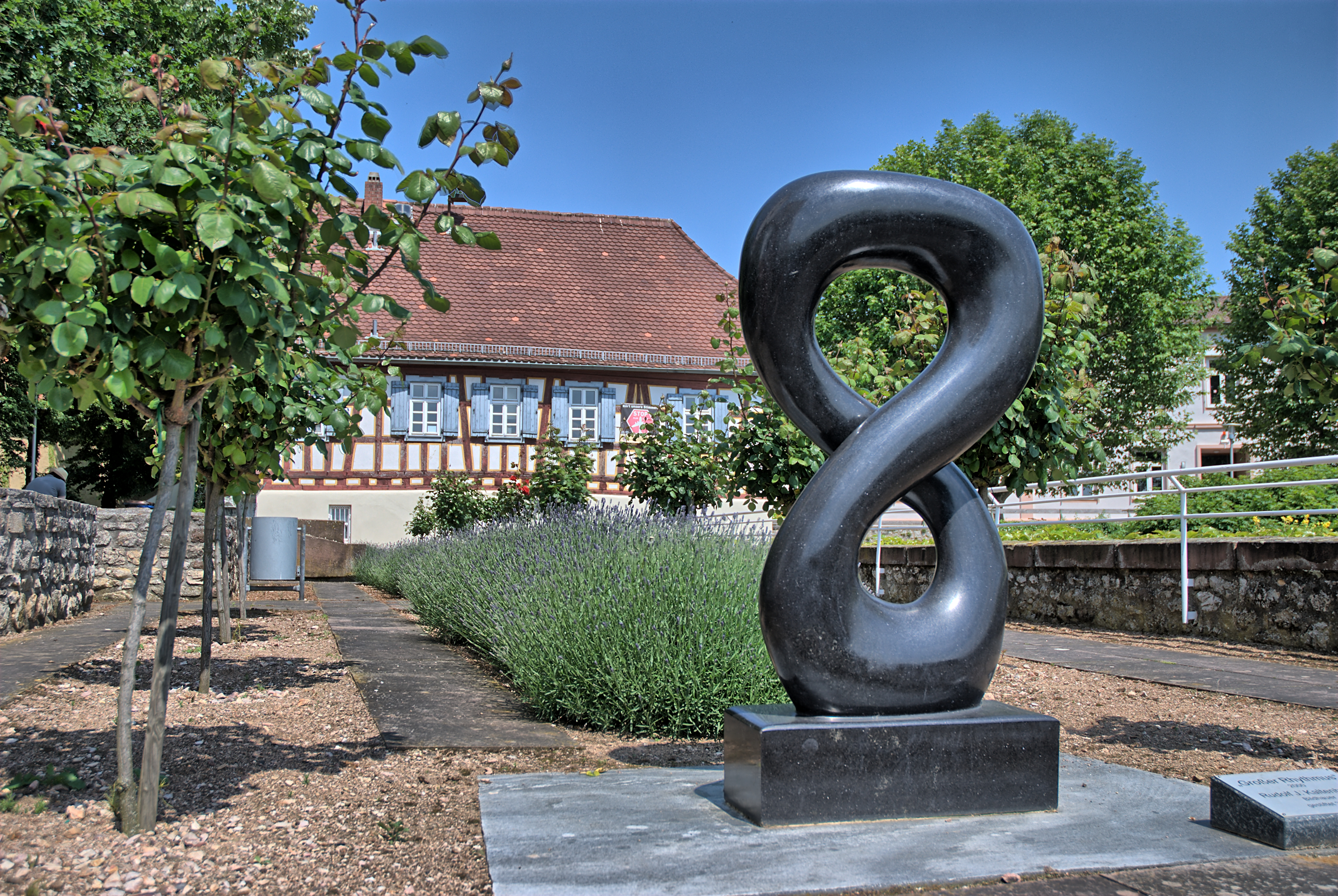
Skulptur Großer Rhythmus im Rosengarten

Seit 2006 ist im Rosengarten neben der Kirche die Skulptur Großer Rhythmus (2000) des Bildhauers Rudolf J. Kaltenbach aufgestellt. Der Künstler, der, in Hochheim geboren, als Kind in St. Peter und Paul zehn Jahre lang Messdiener gewesen war, stiftete die rund 1 Tonne schwere Arbeit aus schwedischem Schwarz-Gabbro der Katholischen Kirche. Die Skulptur kann in ihrer Form als Zeichen für Unendlichkeit gelesen werden.